# Yao Ming
Yao Ming (Chinees: 姚明) (Shanghai, 12 september 1980) is een voormalig Chinese basketballer die speelde bij de Houston Rockets, een team uit de NBA. Ming speelde op de center positie en groeide in acht seizoenen uit tot een ster in de NBA. Met zijn lengte van 229 cm is hij de op een na langste Chinese basketballer.

## Carrière
Tijdens zijn jeugd speelde Yao voor de Shanghai Sharks (Chinese Basketball Association (CBA)), waar hij ook 5 jaar in hun volwassenenteam speelde. In zijn laatste seizoen daar wonnen de Shanghai Sharks het kampioenschap. Hij werd later als eerste geselecteerd in de NBA draft en speelde 8 seizoenen in de NBA. Ming werd meerdere keren gekozen als NBA All-Star. Hij speelde ook mee op de Olympische Spelen van 2000, 2004 en 2008 voor China.
Tijdens een persconferentie op 20 juli 2011 in Shanghai maakte Ming bekend te stoppen met basketbal. Reden voor het stoppen waren aanhoudende blessures die Ming al langere tijd aan de kant hielden.

## Statistieken

### Regulier seizoen
| Seizoen  | Team            | WG  | WS  | MPW  | 2P%  | 3P%   | FW%  | RPW  | APW | SPW | BPW | PPW  |
| -------- | --------------- | --- | --- | ---- | ---- | ----- | ---- | ---- | --- | --- | --- | ---- |
| 2002/03  | Houston Rockets | 82  | 72  | 29,0 | 49,8 | 50,0  | 81,1 | 8,2  | 1,7 | 0,4 | 1,8 | 13,5 |
| 2003/04  | Houston Rockets | 82  | 82  | 32,8 | 52,2 | 0,0   | 80,9 | 9,0  | 1,5 | 0,3 | 1,9 | 17,5 |
| 2004/05  | Houston Rockets | 80  | 80  | 30,6 | 55,2 | 0,0   | 78,3 | 8,4  | 0,8 | 0,4 | 2,0 | 18,3 |
| 2005/06  | Houston Rockets | 57  | 57  | 34,2 | 51,9 | 0,0   | 85,3 | 10,2 | 1,5 | 0,5 | 1,6 | 22,3 |
| 2006/07  | Houston Rockets | 48  | 48  | 33,8 | 51,6 | 0,0   | 86,2 | 9,4  | 2,0 | 0,4 | 2,0 | 25,0 |
| 2007/08  | Houston Rockets | 55  | 55  | 37,2 | 50,7 | 0,0   | 85,0 | 10,8 | 2,3 | 0,5 | 2,0 | 22,0 |
| 2008/09  | Houston Rockets | 77  | 77  | 33,6 | 54,8 | 100,0 | 86,6 | 9,9  | 1,8 | 0,4 | 1,9 | 19,7 |
| 2010/11  | Houston Rockets | 5   | 5   | 18,2 | 48,6 | 0,0   | 93,8 | 5,4  | 0,8 | 0,0 | 1,6 | 10,2 |
| Carrière | Carrière        | 486 | 476 | 32,5 | 52,4 | 20,0  | 83,3 | 9,2  | 1,6 | 0,4 | 1,9 | 19,0 |
| All Star | All Star        | 6   | 6   | 17,0 | 50,0 | 0,0   | 66,7 | 4,0  | 1,3 | 0,2 | 0,3 | 7,0  |

### Play-offs
| Seizoen  | Team            | WG | WS | MPW  | 2P%  | 3P% | FW%  | RPW  | APW | SPW | BPW | PPW  |
| -------- | --------------- | -- | -- | ---- | ---- | --- | ---- | ---- | --- | --- | --- | ---- |
| 2003/04  | Houston Rockets | 5  | 5  | 37,0 | 45,6 | 0,0 | 76,5 | 7,4  | 1,8 | 0,4 | 1,4 | 15,0 |
| 2004/05  | Houston Rockets | 7  | 7  | 31,4 | 65,5 | 0,0 | 72,7 | 7,7  | 0,7 | 0,3 | 2,7 | 21,4 |
| 2006/07  | Houston Rockets | 7  | 7  | 37,1 | 44,0 | 0,0 | 88,0 | 10,3 | 0,9 | 0,1 | 0,7 | 25,1 |
| 2008/09  | Houston Rockets | 9  | 9  | 35,9 | 54,5 | 0,0 | 90,2 | 10,9 | 1,0 | 0,4 | 1,2 | 17,1 |
| Carrière | Carrière        | 28 | 28 | 35,3 | 51,9 | 0,0 | 83,3 | 9,3  | 1,0 | 0,3 | 1,5 | 19,8 |

## Persoonlijk leven
Yao Ming is een zoon van Fang Fengdi (188 cm) en Yao Zhiyuan (208 cm), die beiden basketballers waren. Hij is getrouwd met Ye Li, een Chinese basketbalspeelster, die hij ontmoette toen hij 17 jaar oud was. Hun verloving werd voor het eerst openbaar gemaakt toen ze samen op de ceremonie verschenen van de Olympische Zomerspelen in Athene. Yao Ming heeft ook een autobiografie geschreven samen met Ric Bucher getiteld: A life in two worlds.